# Palais Rohan (Wien)

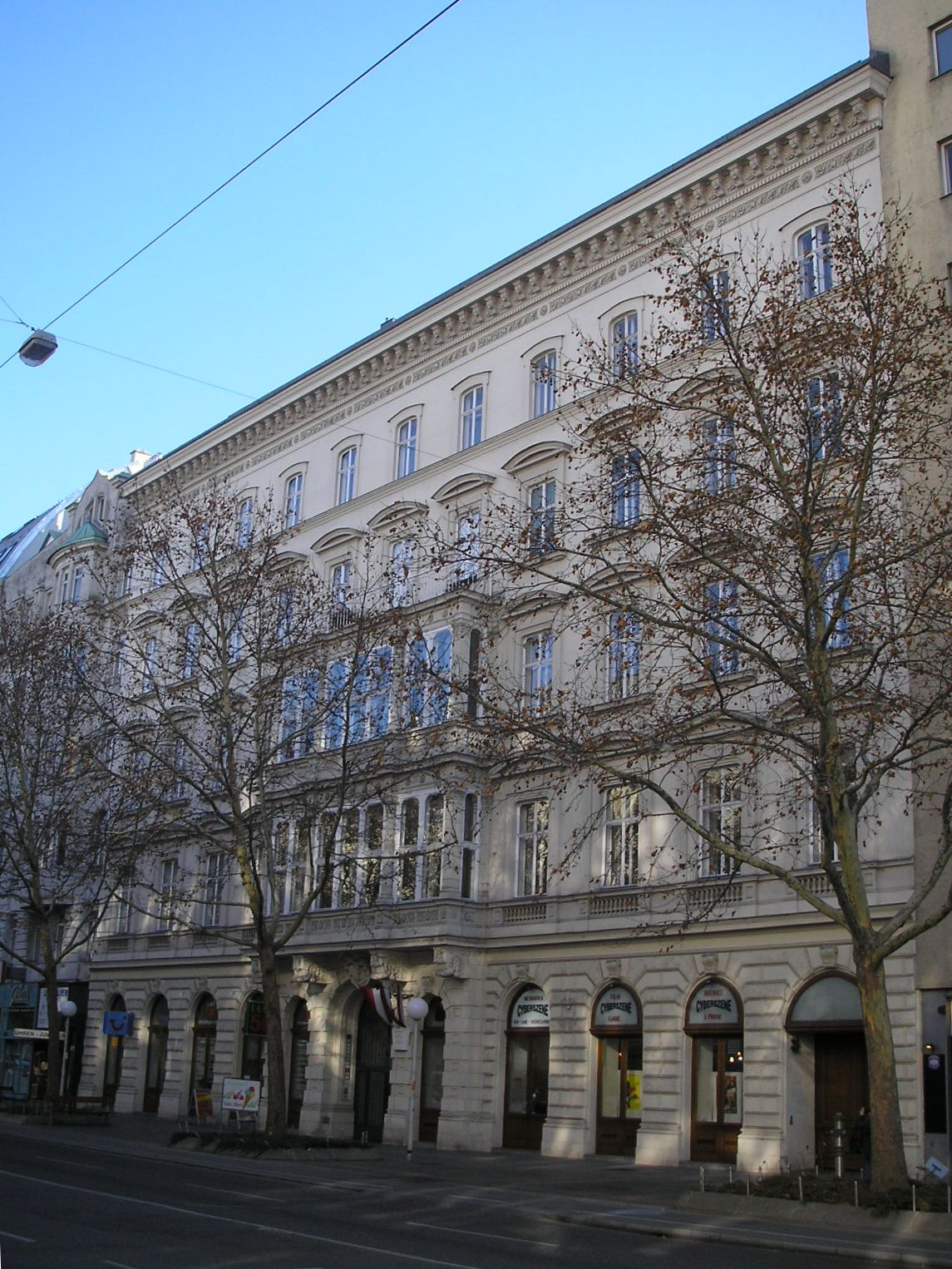
Palais Rohan in Wien

Das Palais Rohan ist ein städtisches Adelspalais des Hauses Rohan an der Praterstraße 38 im 2. Wiener Gemeindebezirk Leopoldstadt. Das Palais wurde 1864 von Franz Fröhlich für Prinz Arthur von Rohan erbaut. 1998 wurde es umfangreich saniert und beherbergt heute Büroräume und Wohnungen. 
Das Palais ist vier Stockwerke hoch und ist innen von zwei Höfen unterteilt. Der vordere Teil diente repräsentativen Zwecken mit einer Prachtstiege. Die Fassade ist historistisch gestaltet, ein verglaster Außenerker ist im ersten und zweiten Stock. Über dem Haupteingang prangt das Wappen derer von Rohan.